# Веймарский луковый рынок

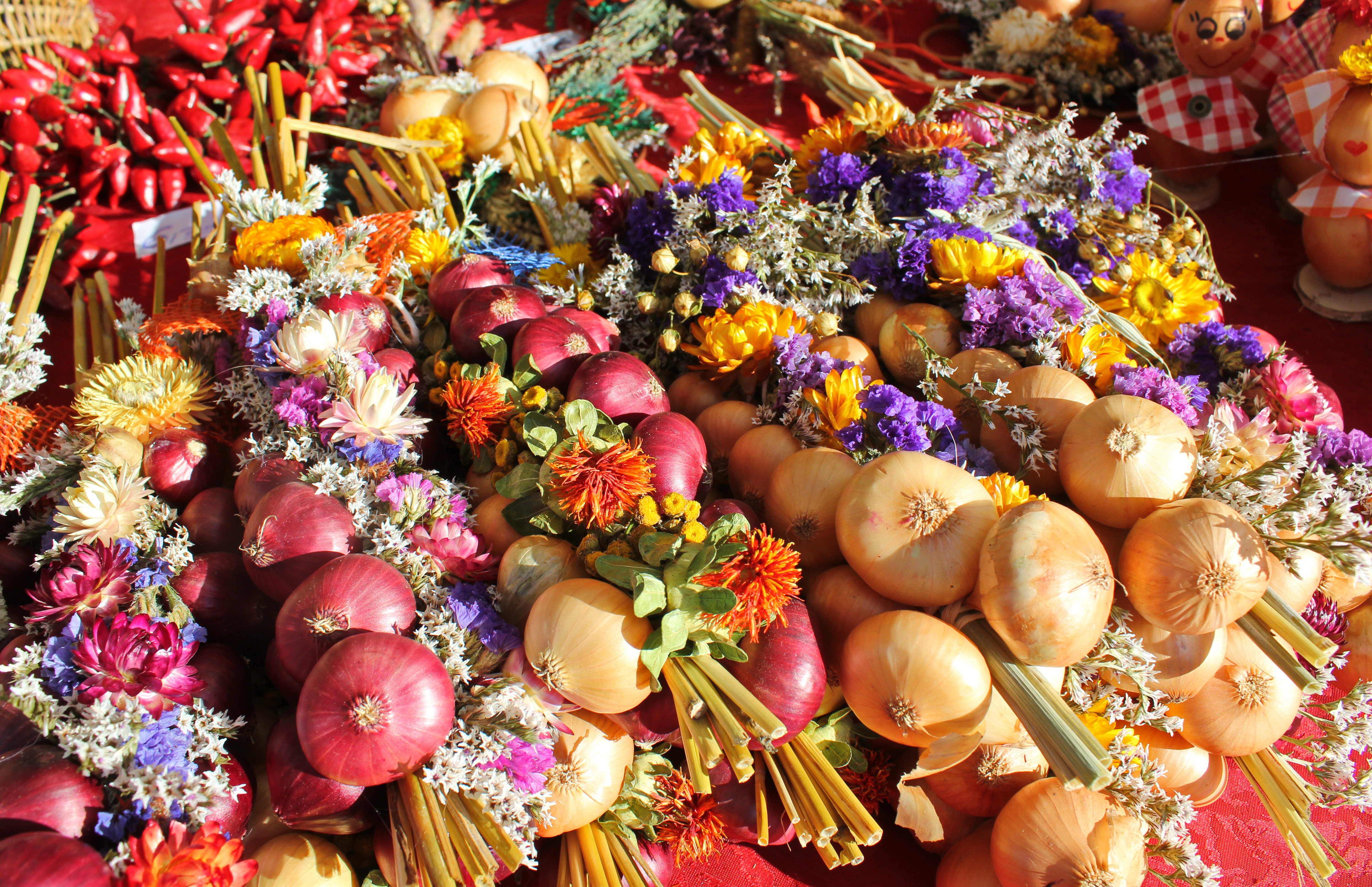
Луковые букеты на Веймарском луковом рынке

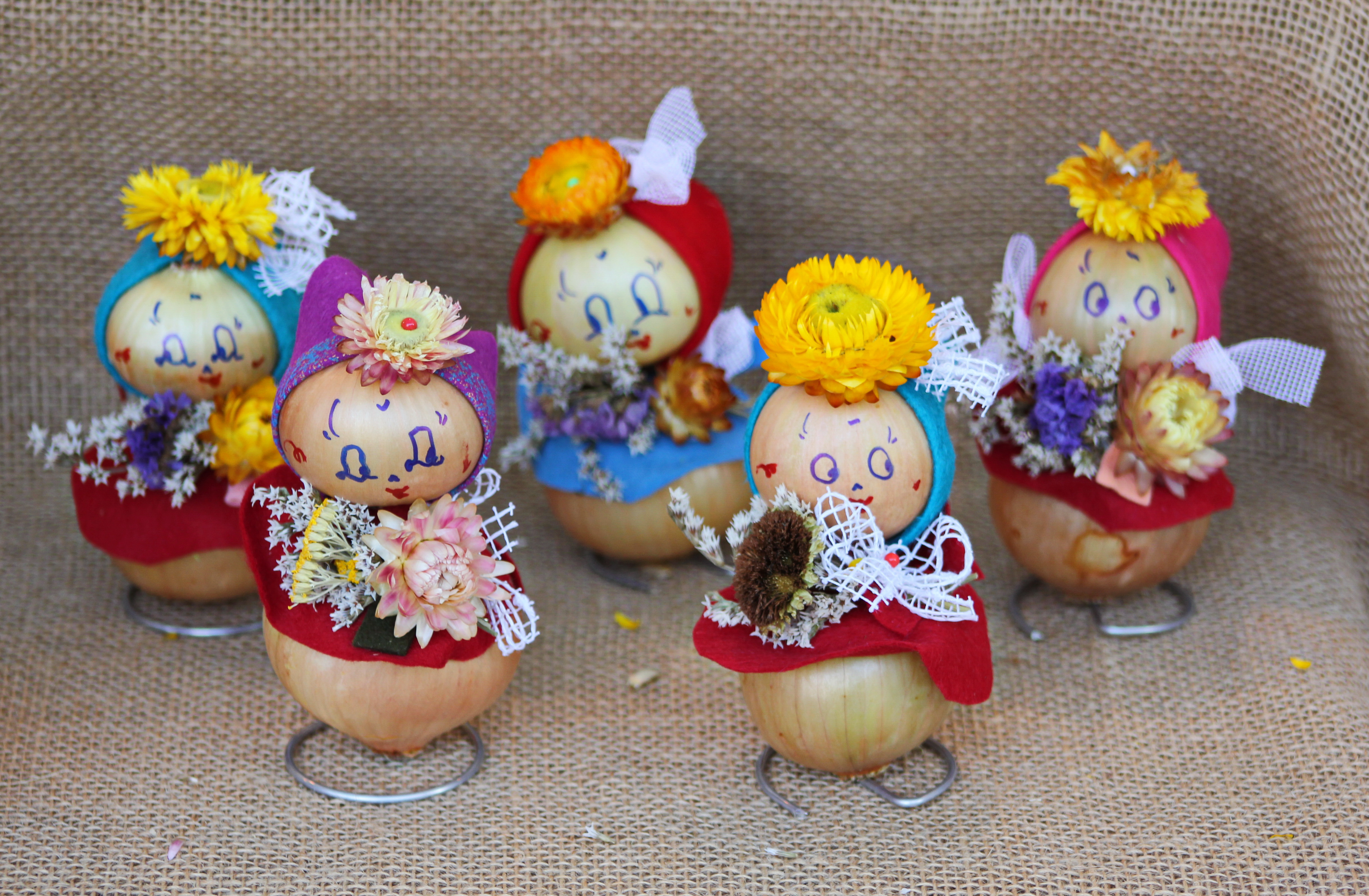
Луковые куклы «цвибелинхен»

Веймарский луковый рынок (нем. Weimarer Zwiebelmarkt) — традиционная ярмарка в Веймаре по продаже репчатого лука, кухонных трав и другой сельскохозяйственной продукции. В письменных источниках традиция фиксируется с 1653 года. Веймарский луковый рынок проводится ежегодно в течение трёх дней октября, в 2023 году луковый рынок в Веймаре прошёл в 370-й раз. Крупнейший и самый древний осенний народный праздник в Тюрингии.
На Веймарском луковом рынке репчатый лук продаётся в искусном оформлении: плетёных косах, букетах, куклах и других композициях. Посетителям лукового рынка предлагают луковые пироги. С 1990 года в рамках лукового фестиваля в Веймаре проводится городской забег на 10 км, в котором в последние годы принимают участие две тысячи спортсменов. Имеется специальная детская программа. Из местных красавиц ежегодно избирают королеву лукового рынка и коронуют её за неделю до начала праздничных мероприятий.
Традиция проведения луковых рынков на площади Фрауэнплан в Веймаре восходит к XVII веку, первое упоминание о луковом рынке относится к 1653 году в послании городского совета герцогу Вильгельму. Для крестьян из окрестных деревень луковый рынок в Веймаре был одним из главных источников дохода в году. По свидетельству Карла Фридриха Цельтера, семья Гёте закупала лук на Веймарском луковом рынке на весь год. Гёте прикреплял луковые косы к своему письменному столу, украшал ими дом и нахваливал лечебные свойства репчатого лука. Во времена ГДР луковая ярмарка в Веймаре собирала 120 тыс. посетителей со всех концов страны, в 1970 году на луковом рынке в Веймаре было продано 32 тыс. луковых кос, вес которых составил 100 тонн. В последние годы на луковом рынке работают до 600 прилавков.